# Mount Wise (Plymouth)

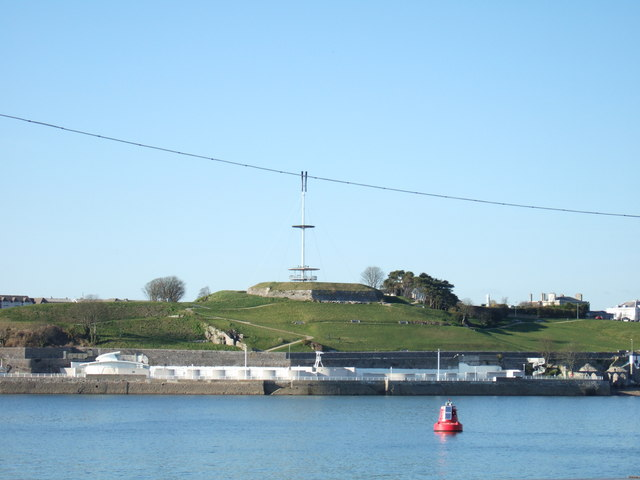
Der Mount Wise vom gegenüberliegenden Ufer des Tamar aus gesehen

Der Mount Wise ist ein Kalksteinplateau in Stonehouse, einem Stadtteil von Plymouth. Die Anhöhe liegt nördlich von Devil’s Point an der Mündung des Tamar in den Plymouth Sound. Sie überragt die Zufahrt zur Marinebasis Devonport und hatte dadurch eine hohe strategische Bedeutung. Von 1770 an wurde er über 200 Jahre lang für unterschiedliche Zwecke militärisch genutzt. Im Government House und in den angrenzenden Gebäuden und Bunkern befanden sich jahrzehntelang bedeutende Hauptquartiere und Kommandozentralen für die britische Marine. Heute ist die Anhöhe ein öffentlicher Park.

## Geologie und Geographie
Der Mount Wise liegt nördlich des Stonehouse Creek, eines früher weit ins Landesinnere reichenden Arms des Hamoaze. Von der Klippe bietet sich ein weites Panorama über den Plymouth Sound, über Devil’s Point mit dem Royal William Victualling Yard und über den Hamoaze auf Cremyll und Mount Edgcumbe.
Das grasbewachsene Plateau mit einigen Felsen ist eine Site of Special Scientific Interest. Der Devon-Kalkstein aus der Zeit des Givetium enthält reiche Fossilieneinschlüsse, vor allem den Mount Wise Muschelgürtel, das dem Lammaton Muschelgürtel bei Torquay ähnelt, sowie Stromatoporen-Fossilien und Ansammlungen von Brachiopoden. Nur wenige Aufschlüsse sind allerdings zur Anschauung sichtbar und das Sammeln von Fossilien ist verboten, so dass die Stätte eher von historischem Interesse ist.

## Geschichte

### Befestigungen
Ein kleines Geschützarsenal und ein Lagerhaus wurden gegen Ende des 17. Jahrhunderts kurz nach der Gründung der Marinewerft am Mount Wise eingerichtet, doch diese Anlage galt bereits 1717 als zu klein, so dass ab 1720 ein neues, näher an der Marinewerft gelegenes Geschützarsenal erbaut wurde.
Ab 1757 wurden zur Abwehr von Angriffen von Land auf die Marinebasis die Dock Lines errichtet, eine vom Mount Wise im Süden bis zum Hamoaze im Norden reichende Befestigungslinie aus Wällen und Gräben, die mehrfach ausgebaut wurde. 1770 wurde auf der Spitze des Mount Wise die Mount Wise Redoubt errichtet, um die Einfahrt in den Hamoaze verteidigen zu können. Die achteckige Redoute wurde mit 8 32-Pfündern und zwei 10-Inch-Mörsern bestückt. 1850 wurden drei neue 10-Inch-Geschütze aufgestellt. Diese wurden 1885 durch 3 64-Pfünder-RML-Geschütze ersetzt, die schließlich 1895 wieder demontiert wurden. In der Redoute wurde 1806 zusätzlich eine Signalstation errichtet, die das letzte Glied einer Kette von insgesamt 32 Stationen zur optischen Telegrafie zwischen Plymouth und London war. Die Station diente auch als Signalstation für die vor Anker liegenden Schiffe im Plymouth Sound. Der Semaphor wurde 1852 durch einen Telegrafen ersetzt, der bis in die 1930er Jahre benutzt wurde. Während des Zweiten Weltkriegs war auf Gelände der ehemaligen Redoute ein Sperrballon befestigt. Nach Kriegsende wurden in den 1960er Jahren alle Gebäude auf dem Gipfel abgebrochen.

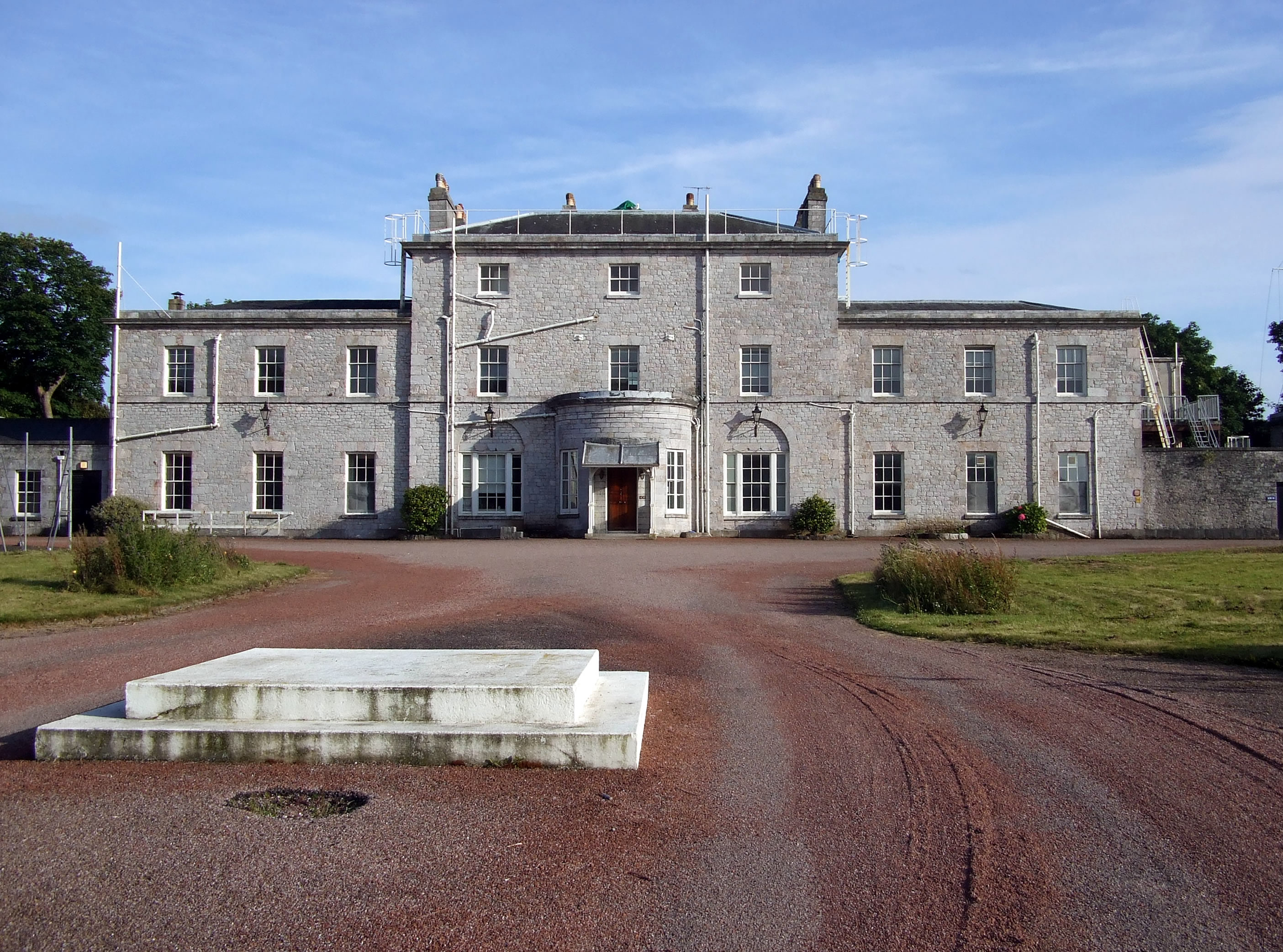
Admiralty House

### Government oder Admiralty House
Nordöstlich der Redoute wurde 1789 bis 1793 Government House als Privatwohnung des Lieutenant-Governor, des Militärgouverneurs der Garnison von Plymouth errichtet. Dieses Amt wurde 1842 abgeschafft. Das Haus diente anschließend als Sitz des Armee-Oberkommandos des West Country, bis dieses 1915 nach Salisbury verlegt wurde. Das Haus fiel an die Marine und diente als Sitz des Hafenadmirals, weshalb es ab 1934 Admiralty House umbenannt wurde. Das Haus erlebte eine reiche Militärgeschichte, zu seinen Besuchern zählten Winston Churchill, Georg V. und die Queen Elizabeth The Queen Mother. 1996 verkaufte das Militär das Haus.

### Admiral’s oder Hamoaze House
Neben dem Admiralty House wurde 1795 Hamoaze House erbaut. Als Admiral’s House diente es als Privatwohnung des Hafenadmirals. Nachdem der Hafenadmiral 1934 ins benachbarte Government House umgezogen war, wurde das Haus zur Unterscheidung in Hamoaze House umbenannt und diente bis 1993 als Hauptquartier des Generalmajors der Royal Marines.
Bereits 1937 gab es Überlegungen, die alten, noch vorhandenen Festungsgräben nahe Hamoaze House zu einem Bunker umzubauen. Der Bau der Bunker- und Tunnelanlage begann 1939, während des Krieges dienten die Bunker dem Militärkommandanten von Plymouth, der Küstenartillerie sowie der Operationszentrale der Flugabwehr als Hauptquartier. Nach dem Krieg wurde unter dem Mount Wise ein Atombunker errichtet. In den 1960er Jahren wurden die Bunker aufgegeben, die oberirdischen Gebäude wurden abgerissen.

### Mount Wise House
Das östlich des Hamoaze House liegende dreigeschossige Mount Wise House, ein prächtiges, 1808 bis 1810 im georgianischen Stil errichtetes Gebäude, diente als Büro des Admirals, wenn er im benachbarten Hamoaze House wohnte.

## Anlage
Bereits 1893 wurde auf dem Gipfel der Mount Wise Park eröffnet, eine heute etwa 11 ha öffentlich zugängliche Parkanlage.

### Mount Wise Redoubt
Die Mauern der achteckigen Redoute wurden 1994 bis 1999 restauriert und befinden sich auf dem Gipfel des Berges. Neben der Redoute wurde 1998 ein 40 m hoher Aussichtsmast mit einer um 360 Grad drehbaren Aussichtsplattform errichtet, von dem sich ein weiter Panoramablick über den Plymouth Sound und den Hamoaze bietet.

### Admiralty, Hamoaze und Mount Wise House
Die bis Ende der 1990er Jahre gelegenen Häuser waren lange der Öffentlichkeit nicht zugänglich und wurden militärisch streng abgeschirmt. Ende der 1990er Jahre verkaufte das Verteidigungsministerium die nach Grade II geschützten Immobilien an private Investoren. Die ehemaligen Kommandozentralen der Royal Navy in Plymouth werden derzeit zu Wohnungen umgebaut und sollen Mittelpunkt eines neuen 28 ha großen Wohngebiets werden.

### Scott Memorial
Südlich des Hamoaze House befindet sich das 1925 in Gedenken an den in Devonport geborenen Südpolarforscher Robert Falcon Scott errichtete 11 m hohe Denkmal, auf dem die letzten Worte aus Scotts Tagebuch eingraviert sind.